# C.F. Hansen (krigsminister)
 Der er flere personer med dette navn, se Christian Hansen.
 Der er flere personer med dette navn, se C.F. Hansen.
Christian Frederik Hansen (født 29. november 1788, død 22. juni 1873) var en dansk politiker og minister.
Han blev født i Helsingør, søn af oberst Hans Chr. Hansen.
C.F. Hansen var krigsminister i flere ministerier fra 1848 til 1865
- Krigsminister i Ministeriet Moltke II i perioden 16. november 1848 til 13. juli 1851.
- Krigsminister i Ministeriet Bluhme I i perioden 27. januar 1852 til 21. april 1853.
- Krigsminister i Ministeriet Ørsted i perioden 21. april 1853 til 12. december 1854.
- Krigsminister i Ministeriet Bluhme II i perioden 11. juli 1864 til 6. november 1865.

Ved sin afgang blev han general à la suite.

## Ekstern kilde/henvisning
- Dansk biografisk Lexikon – side 598-603